# Juan Raúl Ferreira Sienra
Juan Raúl Ferreira Sienra (Montevideo, 16 de enero de 1953) es un político, escritor y periodista uruguayo, hijo del caudillo del Partido Nacional Wilson Ferreira Aldunate.

## Biografía
Hijo del líder blanco Wilson Ferreira Aldunate y de Susana Sienra Burmester, nieto de Juan Ferreira y Fortuna Aldunate, y de Raúl Sienra y Silvia Burmester y hermano de Gonzalo y Silvia, tuvo una destacada actuación en defensa de la democracia uruguaya durante la dictadura cívico-militar (1973-1985), desde el exterior, donde se exilió junto a su padre. Residió sucesivamente en Washington y Nueva York y desplegó, sobre todo en los Estados Unidos, una destacada labor en la denuncia internacional de los crímenes de la dictadura uruguaya.  Dirigió la "Convergencia Democrática", un grupo pluralista que aglutinó a numerosos uruguayos que enfrentaron al régimen autoritario.
Al regresar en 1984, fue encarcelado por el ejército, pero más adelante su liberación le permitió ser electo senador en las elecciones de noviembre de ese mismo año que dieron fin a la dictadura. Como legislador se destacó por su dominio de los temas internacionales. Fue elegido diputado en 1989.
Durante el segundo gobierno de Julio María Sanguinetti (1995-2000) fue embajador en Argentina, donde cumplió una destacada misión. Al término de su función fue condecorado por el gobierno de Buenos Aires con la Orden del Libertador, grado de Gran Cruz (1999).
Abandona su cargo de embajador para unirse a la campaña del candidato Dr. Luis Alberto Lacalle, quien es derrotado en las elecciones presidenciales del Uruguay en el año 1999
Ha escrito varios libros, entre otros: "Con la patria en la valija", "Vadearás la sangre", "El Partido Nacional y los imperios", "Tocando el cielo" (en 2008, sobre la última etapa en la vida de su padre) y "Wilson: bitácoras de una lucha" (2019, con Luis Vignolo).
Escribe en varios medios de prensa y actualmente tiene una columna semanal radial sobre política internacional (Diamante FM) y televisiva (canal 5, Sistema Nacional de Televisión).
Tiene dos hijos: Wilson y Sofía.

## Actualidad
En mayo de 2012, el Parlamento eligió a Juan Raúl Ferreira para integrar la nueva Institución Nacional de Derechos Humanos del Uruguay (INDDHH), obteniendo la mayor cantidad de votos de los cinco candidatos; los otros fueron Juan Faroppa, Ariela Peralta, Mariana González Guyer y Mirtha Guianze. En septiembre de 2017 anunció su alejamiento del Partido Nacional cuestionando "la falta de wilsonismo" que presenta este partido político.
El 9 de septiembre de 2018, en conferencia de prensa junto al expresidente José Mujica, anuncia su incorporación dentro del Movimiento de Participación Popular, dando inicio a su carrera política dentro del Frente Amplio. Un destino político diferente de los de sus hermanos: Silvia adhiere a la precandidatura nacionalista de Jorge Larrañaga, mientras que Gonzalo apoya a Guido Manini Ríos.